# 섬진로
섬진로(Somejin-ro)는 대한민국 전북특별자치도 남원시 금지면 귀석사거리와 남원시 대강면 수홍삼거리를 잇는 전북특별자치도의 도로이다.

## 주요 경유지
전북특별자치도
- 남원시 (금지면 - 대강면)

## 노선
| 이름                    | 접속 노선                                                         | 소재지 | 소재지 | 비고                                         |
| ----------------------- | ----------------------------------------------------------------- | ------ | ------ | -------------------------------------------- |
| 귀석사거리              | 지방도 제730호선 (노송로) 요천로                                  | 남원시 | 금지면 | 지방도 제730호선 구간                        |
| 상귀교                  |                                                                   | 남원시 | 금지면 | 지방도 제730호선 구간                        |
| 상귀삼거리              | 금지순환길                                                        | 남원시 | 금지면 | 지방도 제730호선 구간                        |
| 상귀1교 석촌1교 석촌2교 |                                                                   | 남원시 | 금지면 | 지방도 제730호선 구간                        |
| 석촌3교 석촌4교         |                                                                   | 남원시 | 대강면 | 지방도 제730호선 구간                        |
| 석촌삼거리              | 사방로                                                            | 남원시 | 대강면 | 지방도 제730호선 구간                        |
| 대강면 행정복지센터     |                                                                   | 남원시 | 대강면 | 국도 제21호선 구간 지방도 제730호선 구간     |
| (이름 없음)             | 지방도 제745호선 (금탄로)                                         | 남원시 | 대강면 | 국도 제21호선 구간 지방도 제730호선 구간     |
| 대강2 교차로            | 국도 제13호선 국도 제21호선 지방도 제730호선 (옥과 ~ 적성간 도로) | 남원시 | 대강면 | 국도 제21호선 구간 지방도 제730호선 구간     |
| 송내 교차로             | 국도 제13호선 국도 제21호선 지방도 제730호선 (옥과 ~ 적성간 도로) | 남원시 | 대강면 | 국도 제13, 21호선 구간 지방도 제730호선 구간 |
| 평촌 교차로             | 곰재로                                                            | 남원시 | 대강면 | 국도 제13, 21호선 구간 지방도 제730호선 구간 |
| 평촌교                  |                                                                   | 남원시 | 대강면 | 국도 제13, 21호선 구간 지방도 제730호선 구간 |
| 평촌삼거리              | 지방도 제730호선 (유등로)                                         | 남원시 | 대강면 | 국도 제13, 21호선 구간 지방도 제730호선 구간 |
| 수홍삼거리              | 국도 제13호선 국도 제21호선 국도 제24호선 (비홍로)                | 남원시 | 대강면 | 국도 제13, 21호선 구간                       |

## 주요 건물 및 시설
- 농협 춘향골주유소 대강지점 (섬진로 816/사석리 858-1)
- 농협 춘향골농협 대강지점 (섬진로 816/사석리 858-1)
- 농협 하나로마트 대강점 (섬진로 816/사석리 858-1)
- 대강초등학교 (섬진로 852/사석리 732-4)
- 대강119지역대 (섬진로 853/사석리 737-3)
- 남원대강우체국 (섬진로 859-1/사석리 734-7)
- 대강면행정복지센터 (섬진로 865/사석리 728)
- 대강보건지소 (섬진로 865/사석리 728)
- 사석마을회관 (섬진로 873/사석리 712)
- 대강파출소 (섬진로 885/사석리 701)